# بیوک ریویرا (فیلم)
«بیوک ریویرا» (انگلیسی: Buick Riviera (film)) یک فیلم است که در سال ۲۰۰۸ منتشر شد.